# 三河湾スカイライン

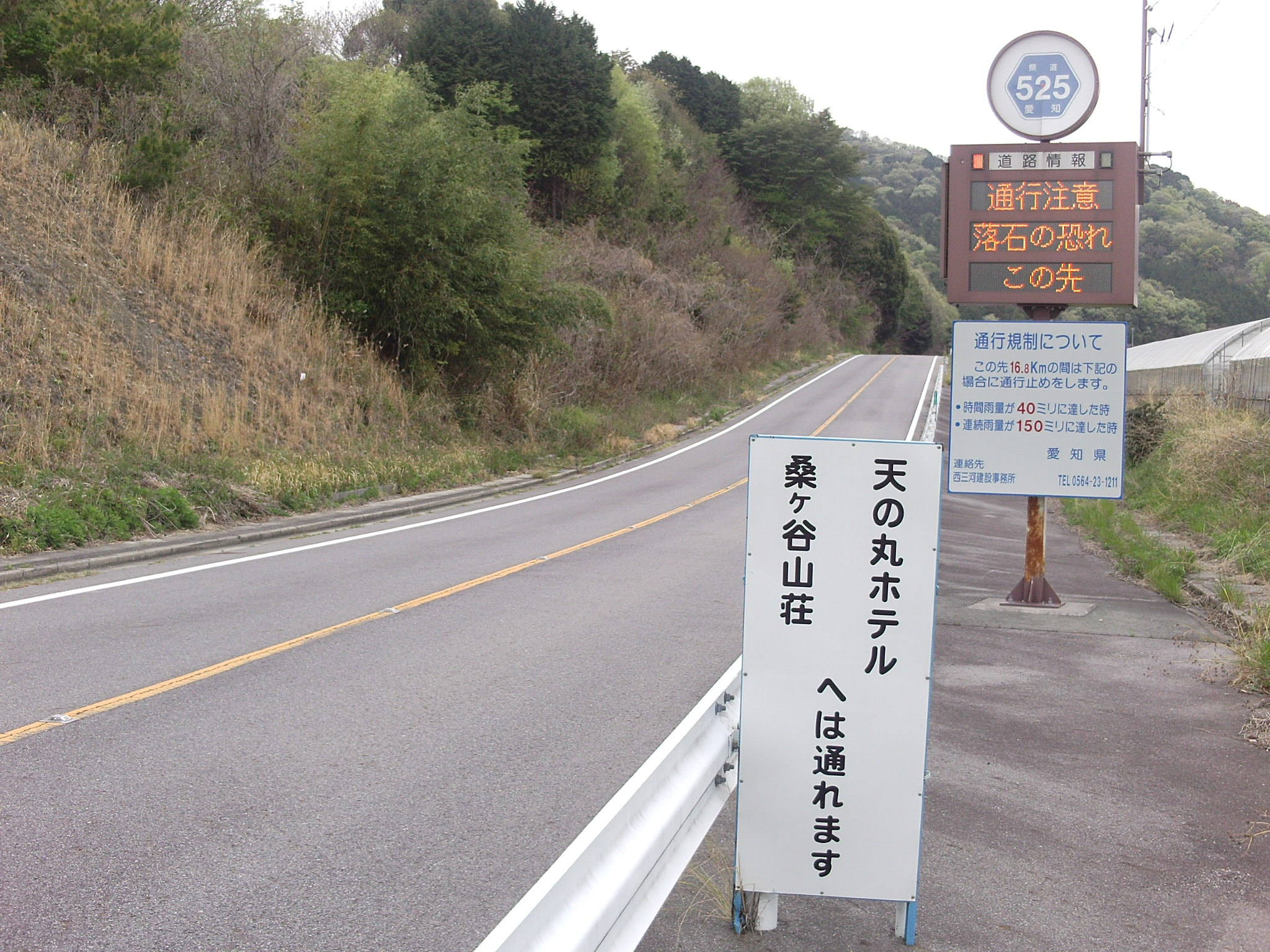
深溝（起点側）。天の丸や桑谷山荘へ行くルートの一つ。

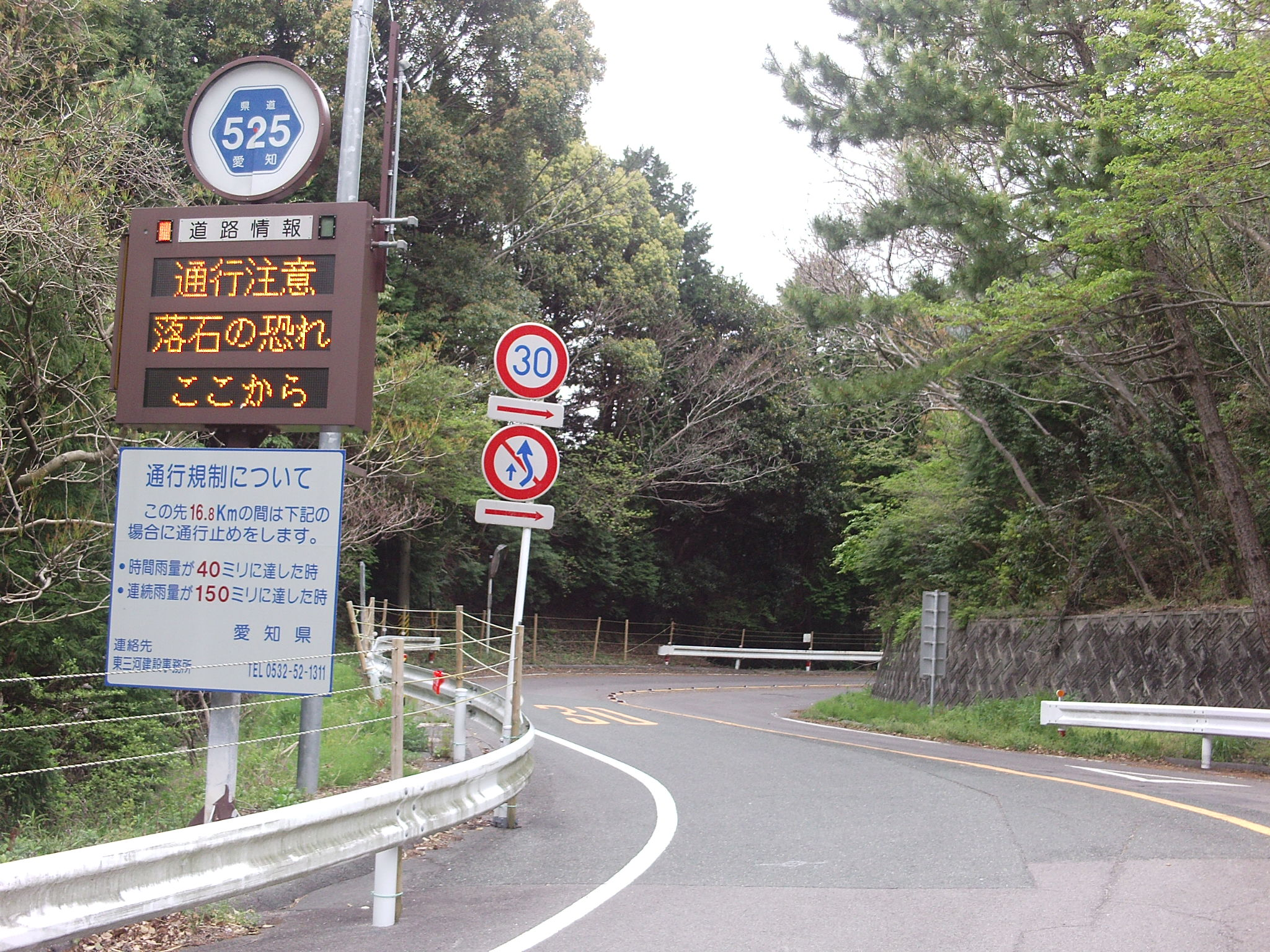
豊岡（終点）。国坂峠の頂上付近。冬季に積雪で通行止めになることがある。

三河湾スカイライン（みかわわんスカイライン）とは、愛知県額田郡幸田町から同県蒲郡市に至る延長16.3キロメートル (km) の道路である。

## 概要
三河湾沿いの蒲郡市街地北部の桑谷山、遠望峰山、五井山の峰に沿って走るスカイラインで、1973年（昭和48年）に全線開通した。愛知県道路公社が管理していた一般自動車道（有料道路）であったが、2006年（平成18年）2月1日に無料化される約1年前に愛知県道525号蒲郡環状線として道路法に基づく道路に移行した。
無料化に伴い、遠望峰駐車場、桑谷駐車場、山綱駐車場は閉鎖されたが、三河湾スカイラインの名称は道路の愛称として残されている。
無料開放後は維持管理が非常に悪くなり、舗装も著しく傷み走行には常に注意が必要である。夏場は草木がはみ出す箇所も多く、特に台風のあとなどは落下物で荒れ放題となり相当の危険を伴う。
蒲郡市柏原町から同市三谷町の三谷温泉にかけて、自然公園法に基づく三河湾国定公園の一部として指定されており観光路線に位置づけられるが、駐車場があった有料道路時代から比べると観光道路としての魅力は薄れている。
2016年6月、土砂崩れのため、岡崎市羽栗町（元桑谷山荘付近）から蒲郡市豊岡町国坂（国坂街道からの入口）まで一時通行ができない状況であったが、7月より通行止は解除された。
2023年6月、土砂崩れのため、蒲郡市豊岡町国坂から蒲郡市坂本町大沢まで通行止となっている。。
2025年2月12日に解除。

## 歴史
蒲郡市の形原温泉から三ヶ根山を経由して幡豆町を結ぶ三ヶ根山スカイラインと接続し、観光の広域開発を目論んで建設された。幸田町は遠望峰山、岡崎市は桑谷山、蒲郡市は五井山の開発を構想しており、2市1町による建設が調停された。1967年、蒲郡商工会議所にて促進期成同盟会が結成され、同年に測量を開始、建設省・運輸省から認可が下りた。1968年（昭和43年）に起工式が行われ、1971年（昭和46年）に柏原料金徴収所から桑谷山荘までの区間6.5 kmが開通した。1973年（昭和48年）10月31日、幸田町の深溝天王前から蒲郡市豊岡町国坂までの総延長17.71 kmが完成し、11月9日に開通式が行われた。総工費は220億円だった。当初は「三河パークライン」計画として、本宮山スカイラインや鳳来寺山パークウェイなどと接続して観光開発する計画があったが、立ち消えとなった。
2006年（平成18年）から無料開放されて愛知県道路公社から愛知県に移管されて愛知県道525号蒲郡環状線となったが、有料道路時代同様の維持管理が困難となったことから沿道の駐車場はすべて閉鎖された。

### 年表
- 1971年：一部開通。
- 1973年11月9日：全線開通。
- 2005年3月18日：県道認定。
- 2006年2月1日： 無料開放。

### 有料道路時代の通行料金
ここに記述しているものは無料開放される直前の通行料金である。
- 二輪 : 360円
- 軽・小型・普通自動車 : 520円
- 路線バス、マイクロバス : 1,310円
- 大型自動車、観光バス : 2,100円

## 路線状況
最高速度規制は30 km/hから40 km/h。ほぼ全線にわたり、追越しのための右側部分の対面車線へのはみ出し通行は禁止である。柏原インターチェンジ付近とカーブで見通しが悪い遠望峰駐車場出入口付近は転回禁止、天の丸（三河ハイツ）に通じる道路付近は駐停車禁止・転回禁止にそれぞれ指定されている。歩行者・自転車に対する通行止め規制等は特にないが、歩道は基本的に設置されていない。

### 通行規制
次の場合は愛知県東三河建設事務所により通行規制の措置が取られる。また過去に暴風雨による落石により、一部区間で復旧までの一定期間、通行止めになったことがある。
- 時間雨量が40ミリに達したとき
- 連続雨量が150ミリに達したとき

## 地理
尾根に沿ってアップダウンとカーブを繰り返す道路で、三河湾を所々で一望でき、特に蒲郡市内と三河湾が織りなす夜景は人気がある。西の遠望峰山を下りると、板野峠で愛知県道323号芦谷蒲郡線（通称：柏原街道）と接続し、更にその先には三ヶ根山の観光道路である三ヶ根山スカイラインがある。東は国坂峠で愛知県道368号豊川蒲郡線（通称：国坂街道）と接続する。

### 交差する道路
起点から
- 国道23号・国道248号（深溝天王前交差点）
- 柏原街道：愛知県道323号芦谷蒲郡線（柏原IC）
- 愛知県道73号長沢蒲郡線（旧道：出入口が常時閉鎖されているので通り抜け不能）
- 国坂街道：愛知県道368号豊川蒲郡線（五井IC）

### 沿線
- とぼねスカイランド - 1998年3月30日に閉園した。
- 天の丸
- 岡崎市民休養施設桑谷山荘（坂本IC）